# Rio Căldarea
O Rio Căldarea é um rio da Romênia, afluente do Rio Drahura, localizado no distrito de Neamţ.